# 厄灵
厄灵是德国石勒苏益格－荷尔斯泰因州的一个市镇。总面积9.09平方公里，总人口1301人，其中男性664人，女性637人（2011年12月31日），人口密度143人/平方公里。